# Philippe de Palezieux
Philippe de Palezieux (1871-1957) fue un botánico francés.

## Honores

### Eponimia
- (Asteraceae) Hieracium palezieuxii Zahn[2]

- (Brassicaceae) Arabis palezieuxii Beauverd[3]

- (Cyperaceae) Carex palezieuxii Kneuck.[4]

- (Rosaceae) Rosa palezieuxii Charbo[5]

- La abreviatura «Palez.» se emplea para indicar a Philippe de Palezieux como autoridad en la descripción y clasificación científica de los vegetales.[6]